# Grażyna Jagielska
Grażyna Jagielska (ur. 1962) – polska tłumaczka literatury angielskiej i pisarka. 

## Życiorys
W 1986 ukończyła studia na Wydziale Dziennikarstwa i Nauk Politycznych Uniwersytetu Warszawskiego. Na UW studiowała także indologię. Kształciła się również w Chicago i Poznaniu. Była zatrudniona jako pilotka wycieczek, sekretarka, tłumaczka w Banku Światowym. W 1993 rozpoczęła pracę jako tłumaczka literatury angielskiej. Tłumaczyła książki m.in.: J.G. Ballarda, Fay Weldon, Harolda Robbinsa, Nory Roberts, Steve'a Martini, Elizabeth Wurtzel, Carla Hiaasena, Danielle Steel, Petera Blaunera, A.J. Quinnella, Jamesa Pattersona.
W 2014 wyróżniona Nagrodą Fundacji im. Janiny Paradowskiej i Jerzego Zimowskiego. W tym samym roku była nominowana do francuskiej nagrody Prix Femina za książkę Miłość z kamienia (w tłumaczeniu Anny Smolar).
Zamężna z Wojciechem Jagielskim. Matka dwóch synów. Przez jakiś czas mieszkała w Zalesiu, następnie przeprowadziła się na Mazury.

## Publikacje
- Grażyna Jagielska: Korespondent. Warszawa: Wydawnictwo W.A.B., 2004, s. 251. ISBN 83-89291-81-9.
- Grażyna Jagielska: Fastryga. Warszawa: Wydawnictwo W.A.B., 2006, s. 293. ISBN 978-83-7414-211-3.
- Grażyna Jagielska: Płaskuda. Warszawa: Wydawnictwo W.A.B., 2010, s. 229. ISBN 978-83-7414-736-1.
- Grażyna Jagielska: Anioły jedzą trzy razy dziennie : 147 dni w psychiatryku. Kraków: Społeczny Instytut Wydawniczy „Znak”, 2014, s. 202. ISBN 978-83-240-2870-2.
- Grażyna Jagielska: Ona wraca na dobre : podróż terapeutyczna. Kraków: Społeczny Instytut Wydawniczy „Znak”, 2015, s. 203. ISBN 978-83-240-4064-3.
- Grażyna Jagielska: Miłość z kamienia : życie z korespondentem wojennym. Kraków: Mando – Wydawnictwo WAM, 2018, s. 207. ISBN 978-83-277-1602-6.
- Grażyna Jagielska: Wszystkie moje domy. Warszawa: Wydawnictwo W.A.B., 2021, s. 204. ISBN 978-83-280-8782-8.